# Grupo SK
Grupo SK (Coreano: SK그룹, 에스케이그룹 ; em inglês:  SK Group) é o terceiro maior conglomerado (chaebol) da Coreia do Sul. É composto por 92 companhias subsidiárias e afiliadas que partilham a marca e a cultura corporativa da SK. O grupo mudou seu nome de Grupo Sunkyoung (Coreano: 선경그룹) para SK em 1997. A SK Holdings ocupa a posição 82 no ranking Fortune Global 500 de 2011. O grupo possui mais de 52.000 empregados que trabalham em seus escritórios de todo o mundo. Enquanto seu negócio é baseado principalmente em produtos químicos, petróleo e indústrias de energia, também fornece serviços em construção, transporte, comercialização, telefonia fixa, telefonia móvel, Internet de banda larga e o serviço de banda larga sem fio WiBro. O grupo SK mais recentemente ampliou sua linha de negócios de semicondutores, fundindo a Hynix para lançar a SK Hynix.

## Histórico
Tal como acontece com muitos outros chaebols, a presidência do grupo SK é "herdada" de pai para filho: a partir de seu fundador, o falecido John Chey-hyun para seu atual presidente Tae Won Chey (filho mais velho). Tae Won Chey é casado com a filha do ex-presidente sul-coreano Roh Tae-woo. Em maio de 2008, foi dado a ele uma sentença de prisão de três anos por uma fraude contábil de 1,2 bilhões de dólares, mas foi perdoada no mesmo ano.
O grupo SK começou quando os fundadores atuais adquiriram a Sunkyung Têxteis em 1953. Em 1958, a empresa fabricou a primeira fibra de poliéster da Coreia do Sul na modalidade empresarial. Fundou a Sunkyung Fibras Ltd. em julho de 1969, e começou a produzir fios originais. Em 1973, a SK, então estabelecida como Óleo Sunkyong, começou uma estratégia de integração vertical para gerir a produção, "Do petróleo para fibras". Nesse mesmo ano, a empresa adquiriu o Hotel Walkerhill.
Em 1976, a Sunkyung Corporação recebeu uma licença de empresa de comércio internacional do governo coreano. Em dezembro de 1980, SK se fundiu a Corporação Nacional de Petróleo da Coreia, de gestão privada, tornando-se o terceiro maior conglomerado da Coreia do Sul. Em janeiro de 1988, o petróleo foi importado para processamento do Iêmen, no campo petrolífero de Marib, para a Coreia do Sul.
Em Junho de 1994, a SK entrou no negócio de telecomunicações da Coreia, tornando-se a maior acionista da Coreia no Serviço de Telecomunicações Móvel. Em janeiro de 1996, a SK Telecom lançou o primeiro comercial da Coreia do serviço de telefonia celular CDMA em Incheon e Bucheon.
Em 2002, a SK Telecom lançou com sucesso o primeiro CDMA comercial do mundo (1X EV-DO), tecnologia que lhe permitiu oferecer serviços de telecomunicações 3G. Em 2004, a SK Telecom habilitou seu satélite de serviço DMB para a implantação do primeiro serviço DMB do mundo. Além disso, em 2006, começou a revitalizar a geração 3.5 de mercado de telefonia móvel e no ano seguinte, concluiu a construção da rede HSDPA nacional. Em maio de 2006, a SK Telecom lançou o primeiro comercial da geração 3.5 de serviços HSDPA, com alta qualidade de vídeo chamada e transmissão de dados e acesso global de roaming.
Em 1998, a administração renomeou a Sunkyong para SK. Em 1999, a Química SK desenvolveu a terceira geração (sem resistência cruzada) de um complexo anticâncer de platina. Além disso, também focando suas pesquisas e desenvolvimento nas ciências biológicas, a SK Corporation desenvolveu o YKP1358, um novo medicamento candidato para tratar a esquizofrenia, em 2003.
Em 2005, a SK Networks abriu as duas primeiras estações de gás chinesas de propriedade inteiramente estrangeira, em Shenyang. Então, depois de ganhar direitos de exploração de uma área de mineração no Brasil (BM-C-8), a SK Corporation desenvolveu um campo de petróleo onde ela confirmou a existência de uma reserva com mais de 50 milhões de barris de petróleo.
A SK Gás começou a administrar recursos no exterior quando participou da exploração de duas áreas de mineração a oeste da península Russa de Kamchatka, em março 2006. No início de 2006, a rede SK também desenvolveu o Ecol-Green, um plástico biodegradável. A Incheon Óleo iniciou oficialmente suas operações usando o nome da SK em março 2006. A SK Energia está atualmente envolvida em 27 campos de petróleo em 15 países em todo o mundo.
SKC importou a tecnologia de produção alemã do óxido de propileno (PO, um produto químico usado na fabricação de poliuretano) em maio de 2006. Ela está programada para produzir 100.000 toneladas de PO a partir de 2008.
No final de 2005, a SK Corp desenvolveu uma bateria separadora de íons de lítio (LIBS) pela primeira vez na Coreia, e começou a vender o produto em 2006. Em julho de 2007, o grupo SK adotou uma estrutura de holding. Com a reorganização, a principal entidade da SK, a SK Corporation, foi dividida em uma companhia de investimentos, a SK Holdings e uma empresa operacional, agora a SK Energia. As empresas subsidiárias que agora operam sob o guarda-chuva SK Holding incluem: SK Energia, SK Telecom, SK Networks, SKC, SK E&S e SK Transporte e Alimentação.

## Core Businesses
As empresas centrais da SK são as de energia e telecomunicações. Oito empresas da SK estão listadas na Bolsa de Valores da Coreia: SK Holdings, SK Energia, SK Telecom, SKC, SK Química, SK C&C, SK Networks, SK Gás e SK Seguridades. As Teles da SK também estão listadas na bolsa de valores de Nova Iorque.
A SK Energia produz baterias para CT&T e para a Hyundai veículos elétricos.

## Companhias do Grupo

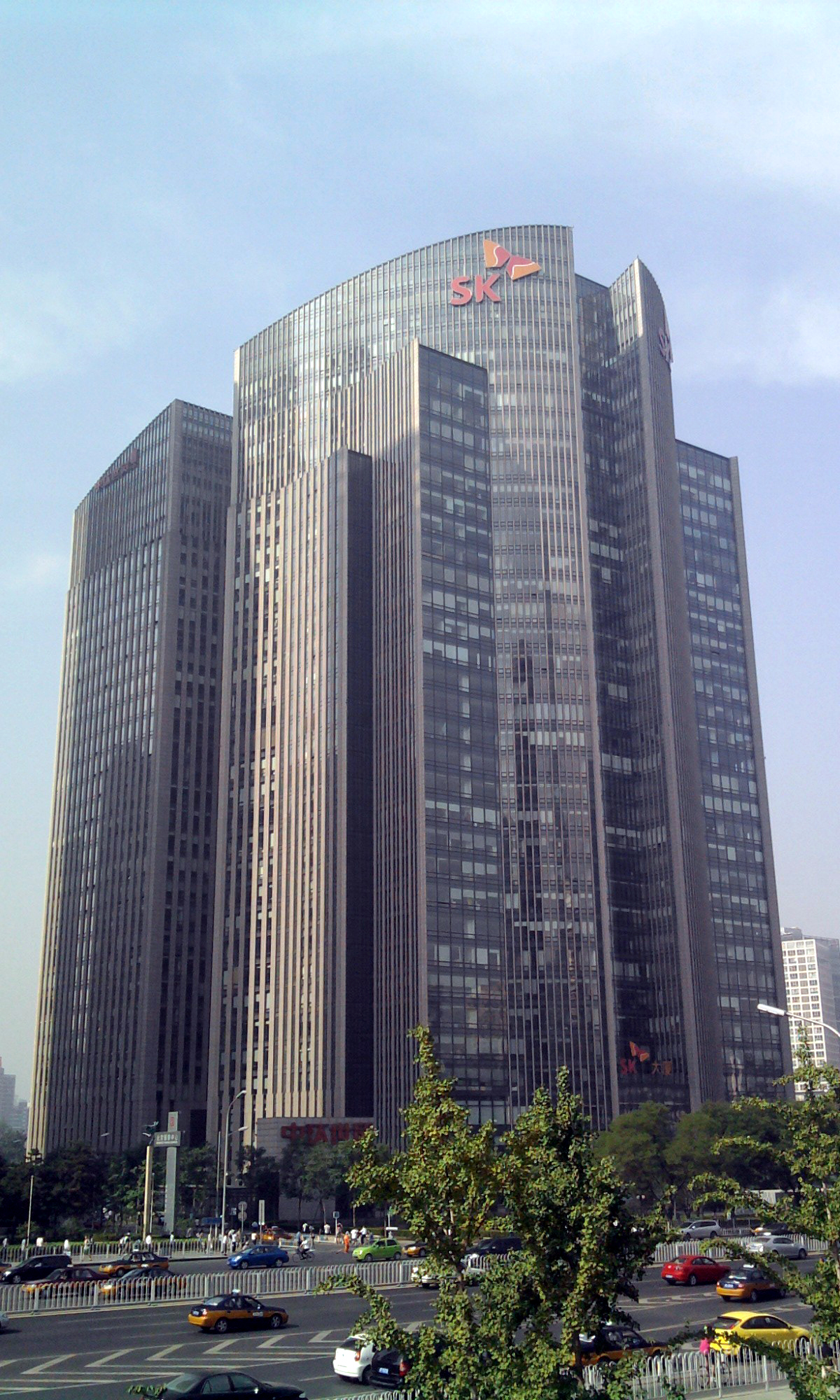
Escritório de gestão do grupo SK no distrito comercial de Beijing, China.

Algumas das empresas associadas que agora operam sob a marca SK incluem: SK E&C, SK Energy, SK Telecom, SK Broadband, SK Networks, SK M&C, SKC, SK E&S, SK Shipping, SK Telink, K-Power, SK C&C e SK Wyverns.
SKC (Coreano: SKC ou 에스 케이씨, KRX: 011790) é a empresa líder no que se diz respeito a indústria química e de filme na Coreia do Sul. A SKC foi fundada e estabelecida em 1976 com o nome de "Sunkyung Chemicals Ltd" (Coreano: 선경 화학 (주)), sucessora da “Sunkyung Chemicals Ltd"Coreano: 선경 합섬),  que é hoje a matriz do Grupo SK. A empresa é uma das mais competentes fabricantes de película de poliéster do mundo, fornecendo 10% da demanda mundial por meio de sua própria marca, cujo nome é "Skyrol". Com a sua fábrica principal e R&D center localizados em Suwon, Coreia do Sul, opera também, em grande escala, em sua filial na Geórgia, EUA. A SKC está em processo de desenvolvimento, em uma das principais empresas que lidam com sustentabilidade, materiais avançados para o futuro da energia e das indústrias químicas; Entre os produtos em desenvolvimento estão: filmes biodegradáveis, materiais com a tecnologia LED e placas fotovoltaicas.
SK Energy e SK Innovation (Coreano: SK 에너지 ou 에스케이 에너지 e SK 이노베이션 ou 에스케이 이노베이션, KRX: 096770) constituem uma empresa Sul Coreana. Fundada em 1962, como a primeira refinaria Coreana, aSK Energy é uma empresa de energia e petroquímica com 5.000 funcionários, que arrecadou 23,65 trilhões de KRW (moeda sul coreana) em vendas provenientes de seus 26 escritórios espalhados pelo mundo. A empresa é a maior refinadora da Coreia, e a quarta maior da Ásia, possui uma capacidade de refino de 1,15 milhões de barris por dia (dados referentes a 2006).A SK Energia está atualmente envolvida em atividades de exploração e desenvolvimento em 26 plataformas petrolíferas, espalhadas por 14 países diferentes.
A SK Telecom (Coreano: SK 텔레콤 ou 에스케이 텔레콤, KRX: 017670) é uma empresa sul-coreana especializada em oferecer serviços de telefonia móvel, com fio e sem fio. Faz parte do Grupo SK e evoluiu de uma operadora de sistema de primeira geração, de celulares analógicos, para se tornar a empresa que lançou o primeiro serviço CDMA comercial. SK Telecom se desenvolveu para operar o primeiro serviço comercial coreano de 2,5-G CDMA 2000 1X, sistema utilizado pelo primeiro sistema de celular com 3-G sincronizado. A SK Telecom também lançou o primeiro 3,5 G HSDPA e serviços SHUPA do mundo
SK E&C (Coreano: SK 건설 ou 에스케이 건설) é uma empresa de construção coreana fundada e estabelecida em 1977 com o nome anterior de Construção Sunkyung (Coreano: 선경 건설), com sede em Seul Jongno-gu Gwanhun-dong, Coreia do Sul. Suas marcas incluem SK View, SK Hub, e Apelbaum. O CEO da empresa é o Filho de Kwan Ho. I. Suas Indústrias: Óleo & Gás, Petroquímica, Energia, Proteção Ambiental, Industrial, Civil, Construção, Habitação. Serviços: Estudo de Viabilidade, Serviços EPC, Gerenciamento de Projetos, Operações e Manutenção.
SK Holdings (Coreano: SK 주식 회사 ou 에스케이 주식 회사, KRX: 003600) é uma empresa da Coreia do Sul, membro do Grupo SK, se concentra em 3 núcleos de interesses comerciais, Energia e Química, Telecomunicações e Comércio e Serviços. O Grupo SK é composto de 88 empresas afiliadas que partilham da marca e da cultura SK. Em 2006, SK Group registrou uma receita combinada de 75,8 bilhões dólares, sendo as exportações responsáveis por 26,4 bilhões dólares desse total. SK continua a expandir sua presença global, com mais de 25.000 funcionários que trabalham em 113 escritórios em todo o mundo.
SK Telink (Coreano: SK 텔링크 ou 에스케이 텔링크 주식 회사) é uma subsidiária da SK Telecom, foi criada em abril de 1998 como uma fornecedora internacional de serviços de telefonia e tornou-se uma importante “player” no mercado de ligações internacionais. Sob a marca 00700, a empresa oferece serviços de chamadas internacionais. Baseando-se na telefonia de longa distância comercial e em serviços de valor agregado lançados em 2005, a empresa começou a oferecer SMS aos coreanos, em Junho de 2006, nos EUA. O serviço permite que os assinantes enviem e recebam mensagens de texto em coreano nos EUA, bem como SMS vindos e que destinam a Coreia. A partir de 2008, SK Telink também iniciou o serviço e-Learning, que oferece, através da internet, palestras para seus clientes em diversas línguas.o BULATS está sendo usado como um teste de língua Inglesa para a maioria das subsidiárias do Grupo SK.
SK Marketing & Company (Coreano: SK 마케팅 & 컴퍼니 ou 에스케이 마케팅 & 컴퍼니) é uma empresa de marketing e gestão no Grupo SK. A empresa derivada das equipes de marketing da SK Energy e da SK Telecom. Foi criada em 4 de abril de 2008. A empresa oferece vários serviços que anteriormente eram prestados pela SK Energy e pela SK Telecom, como o Cashbag OK da SK Energia e o serviço Gifticon, da SK Telecom. Eles também detêm uma subsidiária chamada "Ofelis", uma empresa de consultoria de casamento.
SK C&C foi criada em 1991 e é atualmente uma dos "três grandes" empresas de serviços de TI na Coreia. A SK C&C tem interesses de negócios em serviços de TI, incluindo telecomunicações, bancos e finanças, governo, público, logística e outros campos, que se expande continuamente no exterior. Seu portifólio de produtos inclui GIS, ERP, ITS, segurança nacional e defesa, serviços postais, e-government, e-learning, entre outros. Também é especializado em produtos de comércio móvel. A SK C&C EUA lançou serviços do Google Wallet recentemente.
SK Wyverns (Coreano: SK 와이번스) é uma das equipes de alto escalão do beisebol na Korean Baseball Organization

## Sistema de gerenciamento
As companhias subsidiárias da SK group, operam sob o Sistema de gerenciamento SK (SKMS), desenvolvido e articulado pelo Chairman da SK, Chey Tae-won. Em 7 de abril de 2008, a SK group criou uma companhia de marketing e gerenciamento chamada SK Marketing & Company a fim de dar continuidade a visão de Chey Tae-won.